# Anne-Catherine Dalcq
Anne-Catherine Dalcq, née le 14 juin 1992 à Namur, est une chercheuse, agricultrice et femme politique belge élue députée au Parlement de Wallonie en juin 2024 pour le Mouvement réformateur. 
En 2024, elle est nommée ministre de l’Agriculture, de la Ruralité, Nature, Chasse, Pêche et Forêt dans le Gouvernement de Wallonie.

## Biographie

### Famille
Anne-Catherine Dalcq est la fille de Jean-Paul Dalcq et Ingrid Deblonde, agriculteurs à Saint-Jean-Geest. 

### Formation
Anne-Catherine Dalcq obtient en 2020 un diplôme de docteur bio-ingénieur en sciences agronomiques à la faculté Gembloux Agro-Bio Tech de l'Université de Liège,. Elle reprend en 2023 l'exploitation de la ferme de ses parents à Saint-Jean-Geest près de Jodoigne.   

### Carrière politique
Anne-Catherine Dalcq est élue vice-présidente de la Fédération des Jeunes Agriculteurs (FJA) ce qui lui vaut d'être connue médiatiquement. Elle intègre ensuite le Conseil Européen des Jeunes Agriculteurs (en),,. Elle est une des figures des agriculteurs en colère lors de l'hiver 2023-2024. 
Elle se présente aux élections régionales de 2024 en troisième position de la liste du mouvement réformateur (MR). Elle est élue avec le  4e score de son parti, devancée par Valérie De Bue, Nicolas Janssen et Jean-Paul Wahl. Elle est la plus jeune élue brabançonne.
Le 14 juillet 2024, son parti la désigne comme ministre wallonne de l’Agriculture, de la Ruralité, Nature, Chasse, Pêche et Forêt au sein du Gouvernement wallon. Son suppléant, Olivier Maroy, reprend son poste de députée wallonne. 